# 異類教育
異類教育（Trickstergame）創立於2013年，是一間香港原創的「真人實境心理遊戲競技場」。
位於油塘的場地設有八間遊戲室。八位參加者需要一齊參與八個遊戲。每個遊戲分別在不同的遊戲室進行，時間約為二十分鐘，總遊戲時間一般超過一百二十分鐘。
遊戲開始時，主持人帶領參加者進入遊戲室並播放該遊戲規則聲帶。各參加者聽到指示後，會根據該遊戲而分組、個人或集體開始進行遊戲。
每一間遊戲室內，設有不同的佈置和道具。參加者需要利用拼圖、平板電腦、啤牌、對講機或電筒等等進行遊戲，其間亦需要在場內迷宮尋找出路。除了最後的遊戲室會有主持人參與外，其餘都是各參加者自行根據指示進行遊戲。

## 遊戲故事背景和目的
以末日校園為主題，參加者於每個遊戲以團隊或互相競爭來取分數，八個遊戲結束後最高分數者勝出。

## 遊戲類型
遊戲圍繞人與人之間的關係和心理，有別於著重解謎的真人密室逃脫遊戲。

## 遊戲版本
分別有初階和進級版本。